# Лещина медвежеобразная
Лещина медвежеобразная (лат. Corylus ×colurnoides) — гибрид лещины древовидной (Corylus colurna) x лещины обыкновенной (Corylus avellana)

## Описание
Кустарник или дерево высотой до 15-20 м. Характерна однодомность. Опыляется ветром. Цветет с апреля по май. Кора, обычно меньше опробковевает, имеет больше трещин и лишь немного шелушится на молодых растениях по сравнению с любым из родителей. Гибрид известен своими орехами с прекрасным вкусом.